# Franschhoek
Franschhoek est une ville d'Afrique du Sud, situé dans la province du Cap-Occidental à une cinquantaine de kilomètres de la ville du Cap.

## Quartiers
Le village de Franschhoek se divise en 5 secteurs géographiques territorialement séparés (Franschhoek SP, Groendal, Hugenote, Langrug et Wemmershoek) au sein de la municipalité de Stellenbosch.
Le centre-ville historique de Franschhoek correspond géographiquement au quartier de Hugenote.

## Démographie
Selon le recensement de 2011, Franschhoek compte 17 556 habitants, majoritairement coloureds (52,04 %) et bantous (41,47 % habitants). Si les Blancs de souche britannique ou afrikaner ne représentent que 5,13% des habitants de la commune (soit 901 personnes), ils représentent 76,74% des 1 066 habitants du quartier central de Huguenote.
La majorité des habitants de Franschhoek réside néanmoins dans le quartier populaire de Langrug, situé au nord-est de Huguenote, lequel concentre 12 647 habitants dont 98,9 % issus des communautés coloureds, bantous et indo-asiatiques.

## Historique

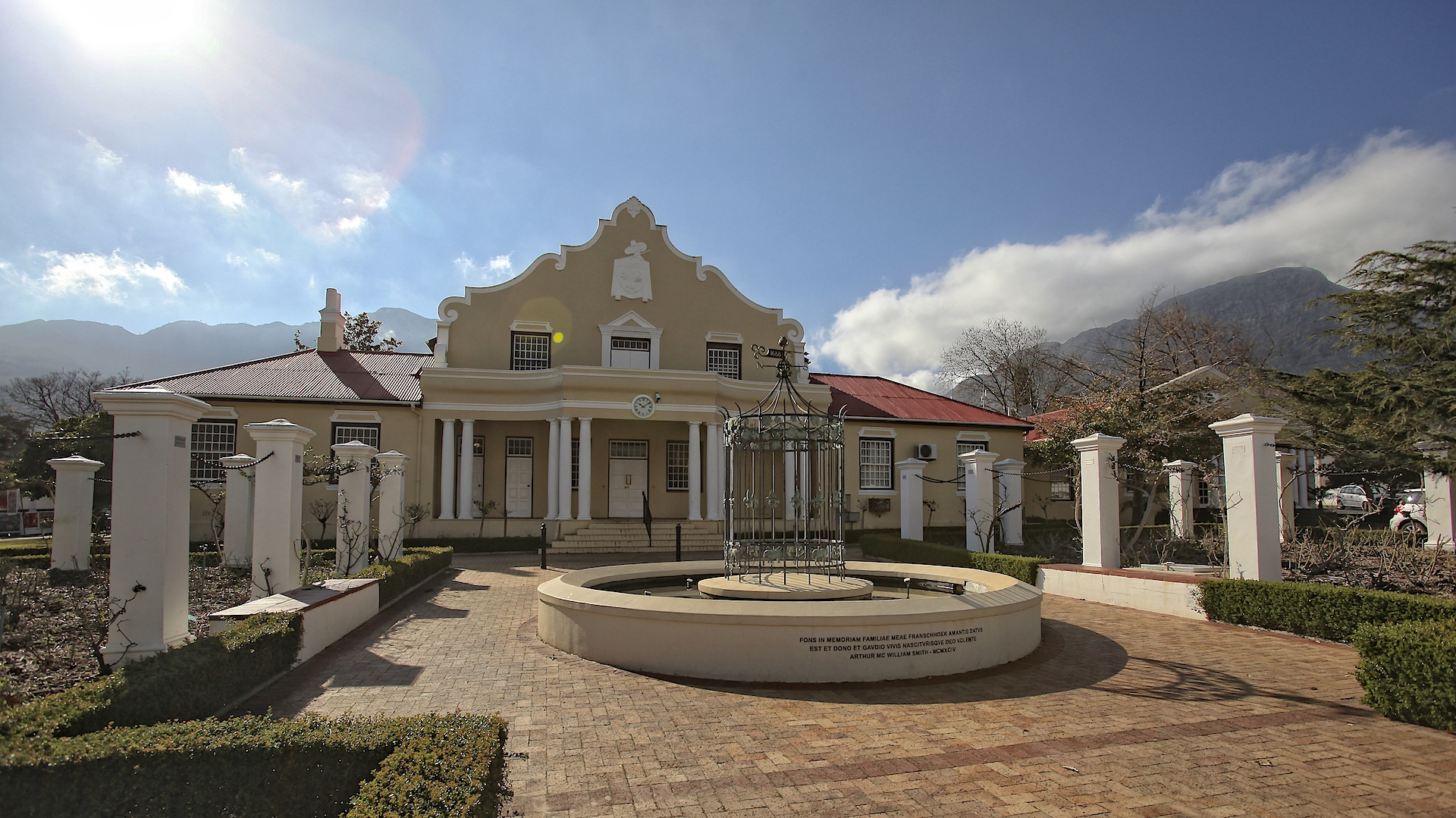
Hôtel de ville.

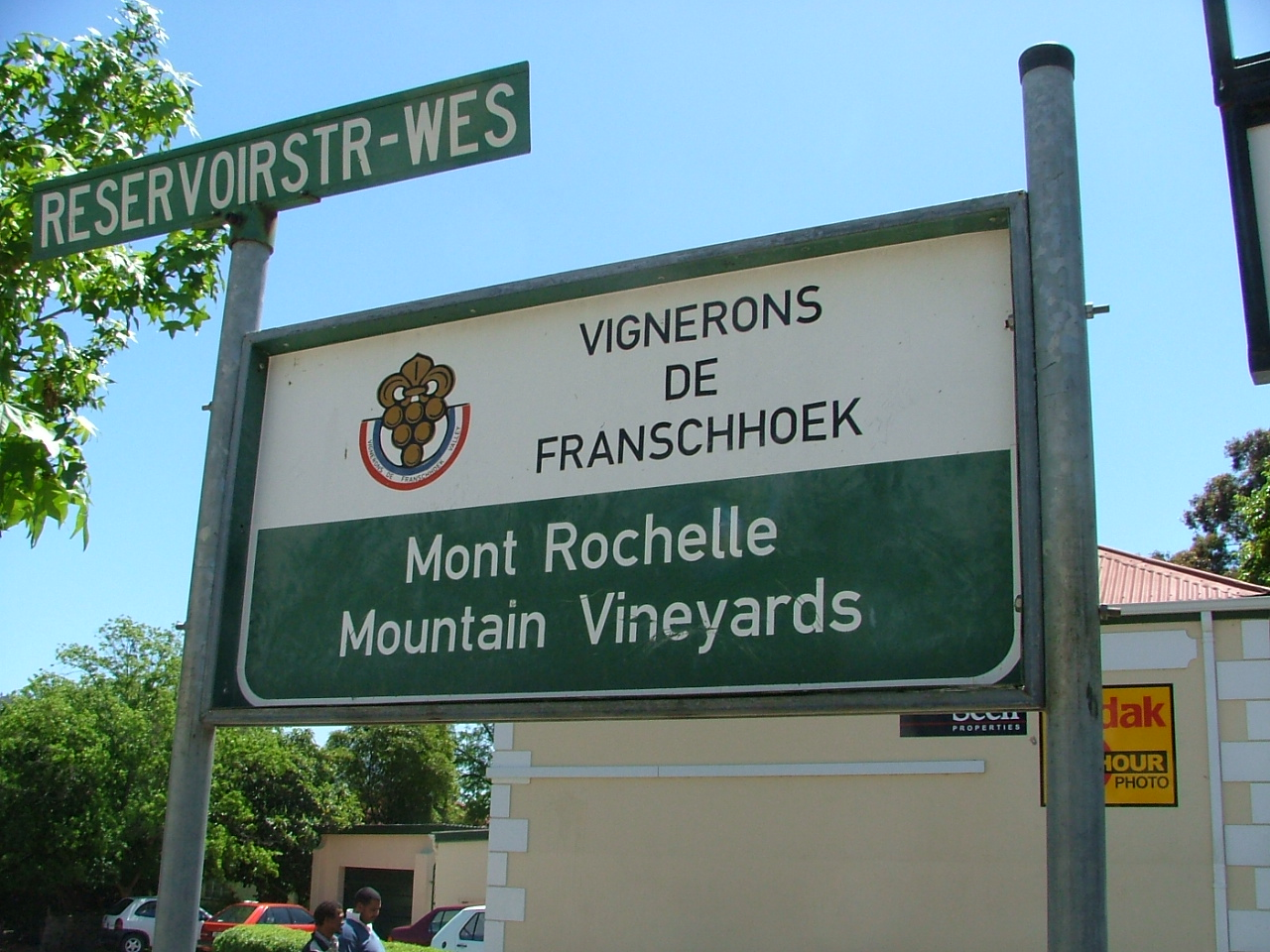
Panneau de signalisation à Franschhoek.

Au XVIIe siècle, le gouverneur Simon van der Stel avait insisté auprès de la Compagnie néerlandaise des Indes orientales pour que lui soient fournis des experts vignerons et des spécialistes de l'olivier afin de cultiver des terres riches en alluvions. La compagnie accepta sa requête et le 31 décembre 1687, un premier navire transportant des réfugiés huguenots d'origine française quitta la Hollande pour Le Cap. Ces Huguenots s'étaient retrouvés en Hollande à la suite de la révocation de l'édit de Nantes par Louis XIV en 1685. La compagnie leur offrait un pécule et une terre à cultiver en Afrique du Sud pour une durée de 5 ans minimum.
Au bout d'un voyage de 3 mois pendant lesquels périrent de nombreux passagers, quelque 176 Huguenots débarquèrent au Cap au cours du premier trimestre 1688. Le 20 mars 1688, le Berg China transportant encore de nombreux Huguenots quittait la Hollande pour Le Cap. En tout, près de 277 huguenots s'installèrent dans la colonie néerlandaise.
Le gouverneur van der Stel leur avait réservé des terres dans la vallée d'Olifantshoek rapidement rebaptisé Franschhoek (littéralement « le coin des Français » en afrikaans) afin que ces derniers puissent y développer la culture de la vigne.
Le pasteur de l'Église huguenote, Pierre Simond, essaya en vain de préserver l'usage de la langue française dans la ville, bravant la politique d'assimilation du gouverneur. Il demanda sans succès en 1689 que le culte puisse être exercé dans cette langue. Une génération plus tard, l'assimilation était réussie et plus aucun francophone ne subsistait dans la colonie.
La culture de la vigne se développa à Franschhoek et dans toute la vallée du Drakenstein grâce à l'apport des Huguenots français.
Jusque dans les années 1980, le village est entièrement afrikaner, communauté linguistique à laquelle appartiennent les descendants des Huguenots français, ou plus exactement peuplé de ressortissants de langue afrikaans (comprenant les métis). Il ne compte alors que 3 familles anglophones et un Noir.
En 1992, à la suite de l'amalgamation entre la commune blanche de Franschhoek et des townships voisins pour former une nouvelle collectivité comprenant 3 000 coloureds, 500 Noirs et 1 200 Blancs, la ville devient la première de l'Afrique du Sud située en zone officiellement blanche à se doter d'un maire non blanc, en l'occurrence coloured, à la suite de la délibération des 12 membres du conseil municipal. En même temps qu'il allait occuper cette fonction, Frank Arendse et son premier adjoint, Arthur McWilliam-Smith, ancien maire blanc de la ville, adhéraient au congrès national africain. Néanmoins, un an plus tard, à la suite de nombreuses menaces de mort et insultes, Arendse décide de ne pas solliciter de nouveau mandat et est remplacé par Arthur McWilliam-Smith.
À partir des années 1990, de nombreuses fermes sont rachetées par des fonds d'investissement et des personnes privées d'origine européenne, notamment anglaise et française. Près de 11 % des habitants du village sont dorénavant de langue anglaise.
De nombreux noms de famille français subsistent dans la région (Du Toit, Marais, Du Plessis, Malan, Malherbe, Joubert). C'est pourquoi la plupart des fermes et domaines viticoles de la vallée portent des noms à consonance française (« Chamonix », « l'Ormarins », « l'Abri », « La Bri »).

## Administration
Depuis 2000, Franschhoek est une commune de la municipalité de Stellenbosch.

## Tourisme
À une heure de voiture de la ville du Cap, Franschhoek est un village afrikaner calme et propret qui donne aux visiteurs la possibilité de goûter à une vaste gamme de vins pour accompagner la cuisine française raffinée et de visiter de superbes domaines vinicoles comme celui de Boschendal,. La cheffe Margot Janse a tenu la cuisine du restaurant Le Quartier Français à Franschhoek pendant 21 ans (jusqu'en 2017).
Le quartier central de Hugenote, principal lieu de visite du bourg, est composé d'une rue principale menant au mémorial et au musée consacré aux Huguenots (Hugenoot Museum), lequel reçoit quelque 60 000 visiteurs par an dont 40 % de Français. Le musée est aussi un centre de recherche généalogique. Tout près se situe le vieux cimetière abritant les sépultures des Huguenots et de leurs descendants ainsi que celle de Robert de Kersauson (1879-1971), ancien volontaire français durant la seconde guerre des Boers, .
Bien que le français ne soit plus parlé, de nombreuses indications en français dans la ville rappellent l'influence des huguenots, notamment dans le domaine vinicole.
Le Franschhoek Motor Museum est un espace de 2700 mètres carrés proposant 220 véhicules d'exception (en rotation), dont la BMW Série 7 blindée de Nelson Mandela, une Mercedes-Benz 540K de 1936 offerte par Adolf Hitler au Roi Farouk, une Lorraine-Dietrich de 1911, une Wolseley de 1910,.

## Culture vinicole
Le tramway de Franschhoek, dont les rails ont été posés il y a plus de 100 ans, propose aux touristes de se rendre dans 14 domaines vinicoles différents de la vallée de Franschhoek.
En 1970, Anton Rupert achète le domaine La Motte dans la vallée de Franschhoek, domaine fondé par les huguenots au XVIIe siècle. La famille Rupert est aussi propriétaire du domaine vinicole L’Ormarins qui contient également une écurie équestre et le Franschhoek Motor Museum. La famille Rupert s'est également associée à la famille Rothschild en 1997 pour créer le domaine Rupert & Rothschild Vignerons (marque Edmond de Rothschild Heritage). À partir des années 2010, le milliardaire indien Analjit Singh a investi dans plusieurs domaines vinicoles dans la vallée de Franschhoek (Klein Dassenberg, Dieu Donné, Von Ortloff).
En 2019, le domaine de Klein Goederust devient le premier domaine vinicole de la vallée de Franschhoek à être détenu à 100% par un propriétaire noir. En 2021, le domaine vinicole de Chamonix, vieux de 350 ans, est vendu à une entreprise norvégienne spécialisée dans l'immobilier.